# Orde de Jogye

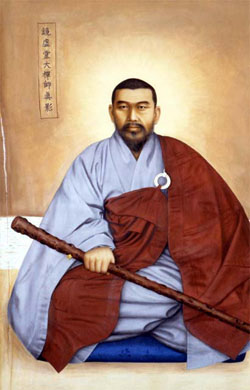
Kyong Ho Seong-Wu, 75è patriarca de l'orde de Jogye.

L'Orde de Joyge és una branca del budisme que es professa majoritàriament a Corea del Sud. Els seus ensenyaments es basen en Buda Shakyamuni.

## Història
L'Orde de Jogye és una de les ordes més famoses de Seül. Els seus principis es basen a mirar de forma directa a la naturalesa de la ment per arribar a la il·luminació i guiar a totes els éssers. Els textos primordials són el sutra del Diamant i el Jeondeung-Beopeo i la seva pràctica fonamental és la meditació Seon, encara que també fan recitació de sutres i mantres, principalment. L'Orde de Jogye també és denominada tong-budisme, Ganhwaseon, considerada la més alta pràctica, tradició que s'ha fet coneguda a Corea.

## Edificis religiosos

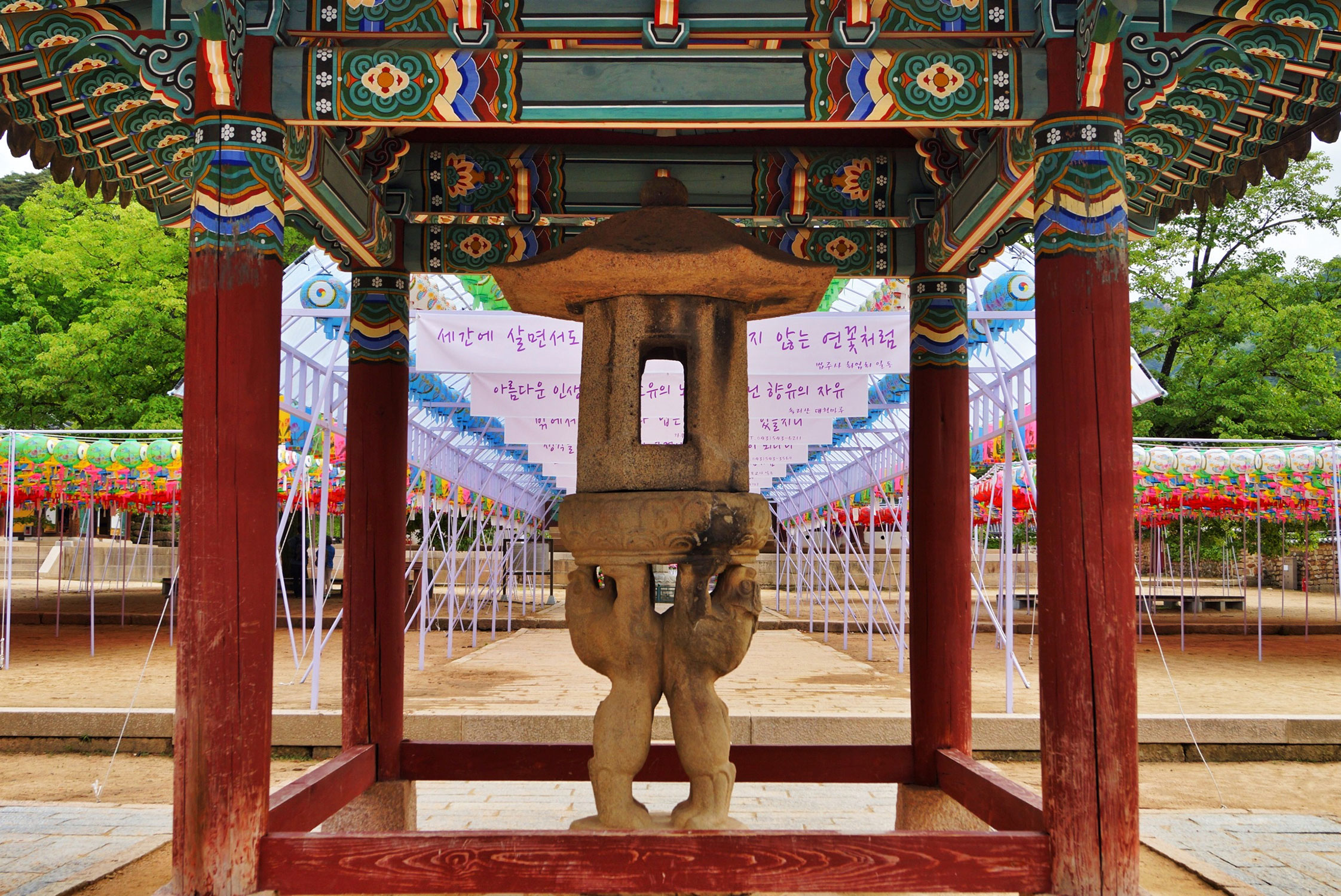
Temple de l'Orde de Jogye de Beopjusa.

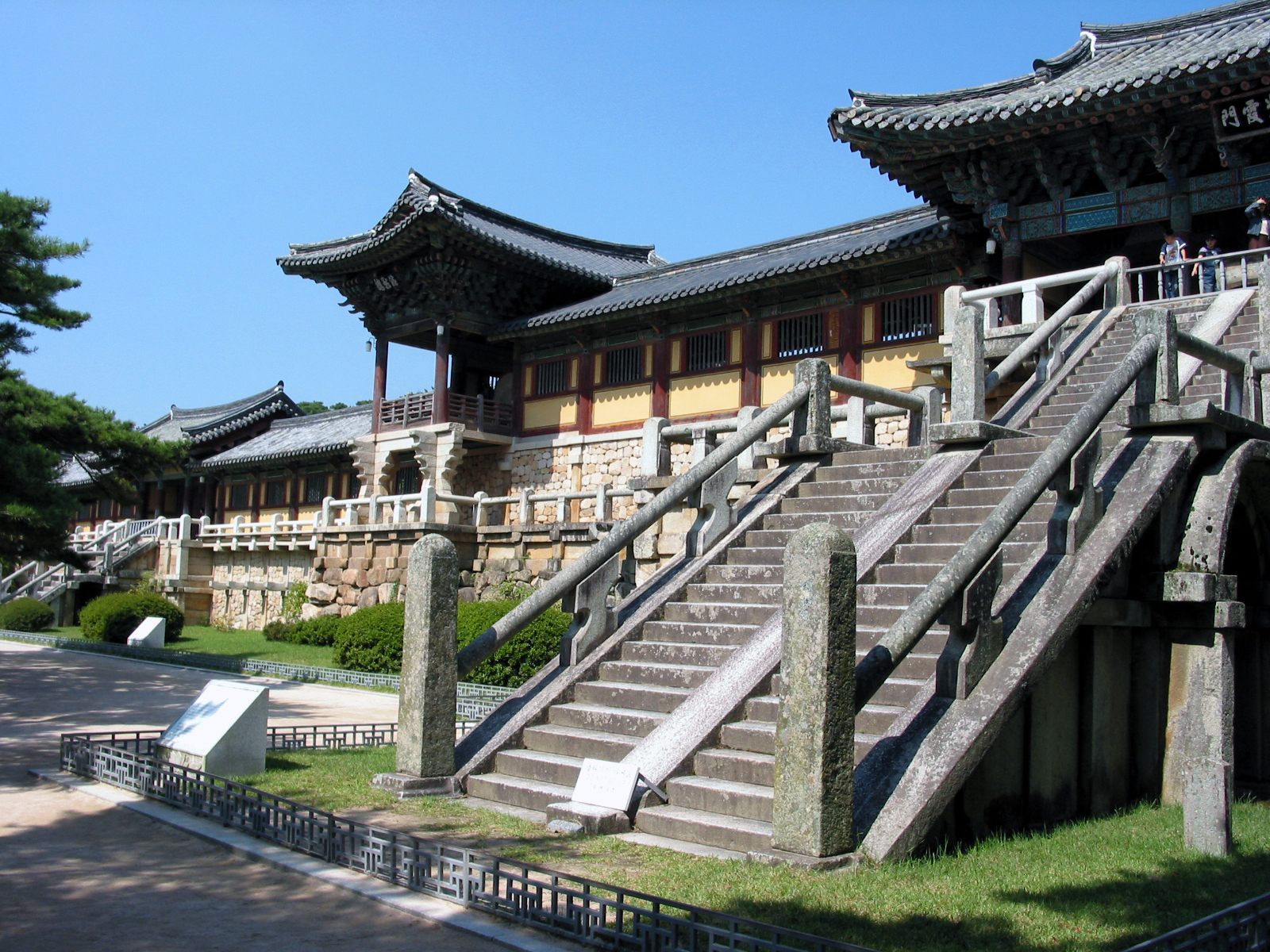
Temple de l'Orde de Jogye de Bulguksa.

Els edificis religiosos principals de l'Orde de Jogye són el temple de Joia de Haeinsa, el temple de Songgwangsa, el temple de Tongdosa i els cinc Jeokmyeolbogung -edificis religiosos o palaus del tresor de la il·luminació-, que contenen les relíquies de Buda.
En la part central del ritual budista Jogye, a Seül, es troba el Museu Central budista, un auditori de rendiment i una sala de conferències internacional. Aquesta sala de conferències a més és la seu de l'administració de l'Orde.
L'edifici del temple Jogyesa va ser fundat el 1910 per la comunitat budista amb l'objectiu de formar un temple central per a la promoció i la independència del budisme. Originalment va ser denominat Temple Gakhwangsa.
La zona central de l'edifici de Dharma (Daewingheon) va ser reconstruïda a partir d'una sala desocupada d'un Bocheongyo -una religió popular- a la província de Jeolla.
El 1941 es va inaugurar l'Orde Jogye i el 1954 es va traslladar el seu nom al Temple Jogyesa en un intent de netejar a la societat coreana de les seqüeles de l'ocupació japonesa.
Actualment, el Temple Jogyesa és la seu central de l'Orde Jogye del budisme coreà, a més de ser un centre per a l'educació, la cultura i, entre altres coses, una empresa de serveis socials.
El temple està obert als visitants de tot el món. En ell es troba la sala Daewingheon que significa sala del gran heroi, el Buda Shakyamuni i la seva estàtua és la figura central en aquesta sala.
Aquesta sala és la més llarga construïda en un edifici d'aquest tipus tradicional, amb uns adorns dancheong. La inauguració va tenir lloc el tercer dia del novè mes lunar de 1938 i té prop de 775 m², per la qual cosa aquesta estructura és considerada un valor cultural, símbol de l'Orde de Jogye. El 2000 va ser declarat bé d'interès cultural.

## Gran Mestre
El 14 de desembre de 2011 Seon Jinje va ser triat Gran Mestre, com líder espiritual del budisme de Corea del Sud compost per 20.000 monjos i vint milions de persones laiques. Ha estat posat en el càrrec per unanimitat per ser el tretzè patriarca suprem del Consell d'Ancians durant cinc anys.
El seu objectiu a llarg termini és el de compartir el budisme coreà i contribuir a la realització de la pau mundial.